# Trirhithrum facetum
Trirhithrum facetum
 es una especie de insecto del género Trirhithrum de la familia Tephritidae del orden Diptera. 
Günther Enderlein la describió científicamente por primera vez en el año 1920.